# Carlo Giuseppe Imbonati
Carlo Giuseppe Imbonati (Milano, ... – 1697) è stato un orientalista italiano cistercense, attivo nella seconda metà del XVII secolo.

## Biografia
Carlo Giuseppe Imbonati nacque a Milano. Era membro dei Cistercensi della Congregazione di San Bernardo Trascorse gran parte della sua carriera a Roma dove occupò le cattedre di teologia ed ebraico e fu elevato alla dignità di abate.

## Opere
Allievo di Giulio Bartolocci e membro dello stesso ordine Imbonati fu scelto dai cardinali di Propaganda Fide per collaborare con il suo anziano maestro al monumentale progetto della Bibliotheca magna rabbinica. Alla morte di Bartolocci, completò e curò il quarto volume (Roma 1693) di quest'opera, che pose le basi per la Bibliotheca hebræa di Johann Christoph Wolf. Imbonati realizzò un quinto volume supplementare con il titolo Bibliotheca latino-hebraica, sive de Scriptoribus latinis, qui ex diversis nationibus contra Judaeos vel de re hebraica utcumque scripsere (Roma, 1694). Questo volume contiene anche una "Cronologia della Sacra Scrittura" e due dissertazioni (sul Messia e sulla Divinità e Umanità di Cristo) basate su vari scritti ebraici, greci e latini.
- (LA) Carlo Giuseppe Imbonati, Bibliotheca Latino-Hebraica Sive De Scriptoribvs Latinis, Qui ex diuersis nationibus contra Iudæos, vel de re Hebraica vtcumque scripsere, Romae, Ex Typographia Sacræ Congreg. de Propag. Fide, 1694.
- (LA) Carlo Giuseppe Imbonati, Chronicon tragicum, Romae, typis haeredum Corbelletti, 1696.